# Карнаго
Карна̀го (на италиански: Carnago; на ломбардски: Carnogh, Карног) е градче и община в Северна Италия, провинция Варезе, регион Ломбардия. Разположено е на 354 m надморска височина. Населението на общината е 6721 души (към 2017 г.).